# Diphénylzinc
Le diphénylzinc est un composé organozincique de formule chimique C6H5–Zn–C6H5. Il se présente sous la forme d'une poudre cristallisée blanchâtre pyrophorique qui réagit violemment au contact de l'eau. À l'état solide et hors solution, ce composé existe sous forme de dimères PhZn(μ-Ph)2ZnPh.

Dimère de diphénylzinc.

Le diphénylzinc est disponible dans le commerce. Il peut être préparé en faisant réagir du phényllithium C6H5Li avec du bromure de zinc ZnBr2 :
2 C6H5Li + ZnBr2 ⟶ C6H5–Zn–C6H5 + 2 LiBr.
Il peut également être obtenu en faisant réagir du bromure de phénylmagnésium C6H5MgBr avec du chlorure de zinc ZnCl2 ou du diphénylmercure Hg(C6H5)2 avec du zinc,. 